# Olessia Stefanko
 (février 2017).
Si vous disposez d'ouvrages ou d'articles de référence ou si vous connaissez des sites web de qualité traitant du thème abordé ici, merci de compléter l'article en donnant les références utiles à sa vérifiabilité et en les liant à la section « Notes et références ».
Olessia Stefanko, en ukrainien Олеся Стефанко, née le 25 juin 1988 à Kolomyia, est un mannequin ukrainienne.

## Biographie
Elle est diplômée à l'université de Liev en commerce et économie.
Olessia est élue «Miss Law Academy» 2008 pour l'université d'Odessa, ou elle est étudiante en droit.
En 2009, Oleyssia Stefanko signe un contrat avec l'agence de mannequins «Art Podium» qui est basé à Milan, durant 3 mois.
En 2011, elle devient Miss Odessa, puis remporte le concours de Miss Ukraine Univers 2011.
Depuis 2014, elle travaille comme modèle à New York.

## Vie privée
En septembre 2016 , elle épouse le biélorusse Sergui Alissyeyenko.